# Дегтярёвка (Кемеровская область)
Дегтярёвка — деревня в Гурьевском районе Кемеровской области. Входит в состав Новопестеревского сельского поселения.

## География
Центральная часть населённого пункта расположена на высоте 201 м над уровнем моря.

## Население
| 2010 |
| ---- |
| 44   |

### Половой состав
По данным Всероссийской переписи населения 2010 года, в деревне Дегтярёвка проживало 44 человека (22 мужчины, 22 женщины).